# 1321 en santé et médecine
| Années de la santé et de la médecine : 1318 - 1319 - 1320 - 1321 - 1322 - 1323 - 1324    |
| Décennies de la santé et de la médecine : 1290 - 1300 - 1310 - 1320 - 1330 - 1340 - 1350 |

Cet article présente les faits marquants de l'année 1321 en santé et médecine.

## Événements
- 18 février : le pape Jean XXII accorde le privilège de conférer les grades en médecine à l'université de Pérouse, érigée en studium generale par le pape Clément V en 1308, et où l'art médical s'enseigne depuis le début du XIIIe siècle[1].
- 21 juin : en réponse aux rumeurs qui, en France et en Espagne, accusent les lépreux d'empoisonner les puits et les fontaines avec la complicité des Juifs[2], le roi de France Philippe le Long fait publier une ordonnance par laquelle il condamne au bûcher tous ceux d'entre eux qui avoueront et dont beaucoup seront exécutés, à Rodez, Cahors, Périgueux, Limoges ou autres lieux[3],[4].
- 18 juillet : fondation, à Paris, rue Saint-Denis, par le pape Jean XXII, de l'hôpital Saint-Jacques-aux-Pèlerins[5] dont la construction, commencée en 1319, s'achèvera en 1323, et où les pèlerins seront très tôt remplacés par « de pauvres mendiants[6] ».
- Fondation de l'hôpital Saint-Julien, à Lille, « fondé par la veuve d'un bourgeois et administré par les échevins afin de recevoir des pauvres pour la nuit[7] ».
- Fondation d'un hôpital à Saint-Germain-de-Calberte, dans les Cévennes[8],[9].
- On compte vingt-et-un lits dans une des léproseries de Narbonne, en Languedoc[10].

## Décès
- Après 1321 : Bartolomeo da Varignana (né près de Bologne, en Romagne, à une date inconnue), maître de médecine à Bologne et Pérouse[11].
- Entre 1321 et 1339 : Arnold de Bamberg (né à une date inconnue), médecin du comte palatin Rodolphe Ier, auteur en 1317 d'un « régime de santé » composé à la demande d'Augustin Kazotic, évêque de Zagreb[12].